# 南九州市立青戸中学校
南九州市立青戸中学校（みなみきゅうしゅうしりつ あおとちゅうがっこう）は、鹿児島県南九州市頴娃町上別府にあった市立中学校。

## 校区
粟ヶ窪小学校区に属していた9つの地区のうち牧渕別府，一氏，雪丸という3つの地区と、青戸小学校区に属していた、上渕別府，只角，新牧，折尾，源川，加治佐，高吉，青戸上，青戸中，青戸下，尾曲，飯伏の12の地区すべてを、青戸中学校の通学区域として定めていた。平成30年（2018年）9月10日現在の全校生徒は57人 

## 沿革
- 昭和22年（1947年）5月 - 開校式が行われる。青戸小学校を仮校舎として授業を始める。
- 昭和23年（1948年）3月 - ミルク給食(D型4)を始める。 9月 - 校章を制定する。　10月 - 第一校舎4教室が落成する。
- 昭和24年（1949年）12月 - 第二校舎3教室・宿直室が落成する。水道施設が完成する。
- 昭和25年（1950年）7月 - 第三校舎・本館が落成する。
- 昭和26年（1951年）6月 - 運動場並びにコートが完成する。
- 昭和27年（1952年）9月 - 校歌を制定する。 10月 - 養護室並びに理科室が完成する。
- 昭和31年（1956年）7月 - 職業科教室が完成する。
- 昭和34年（1959年）9月 - 校舎増築2教室が完成する。
- 昭和35年（1960年）3月 - 完全給食が開始される。
- 昭和36年（1961年）4月 - 技術家庭科室の施設設備が完成する。 12月 - 普通教室を増築する。
- 昭和40年（1965年）3月 - 体育館が完成する。
- 昭和41年（1966年）11月 - 普通教室1教室を増築する。
- 昭和43年（1968年）8月 - テニスコートを新設する。
- 昭和47年（1972年）3月 - 鉄筋校舎10教室 (796平方メートル) が落成する。
- 昭和48年（1973年）8月 - 鉄筋校舎(1023平方メートル)が落成する。
- 昭和51年（1976年）4月 - 総合学級を開設する。
- 昭和54年（1979年）8月 - 運動場にナイター照明設備が設置される。 9月 - プールが完成する。
- 昭和56年（1981年）3月 - 体育倉庫・部室が完成する。
- 昭和59年（1984年）3月 - 特殊学級を閉級する。 9月 - 屋内運動場を改修する。(床張替・内壁塗り替え)
- 昭和61年（1986年）3月 - 自転車置き場が完成する。
- 昭和63年（1988年）6月 - お茶給食を始める。 9月 - LL教室を設置する。
- 昭和64年（1989年）1月 - 柔剣道場が落成する。
- 平成30年（2019年）3月 - 閉校